# Tweede Kamerverkiezingen in het kiesdistrict Almelo (1888-1918)

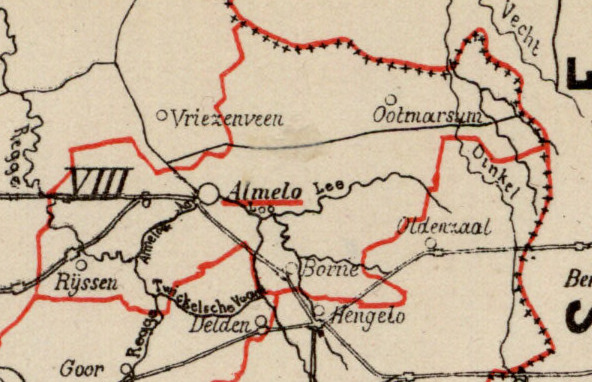
Kiesdistrict Almelo (1888)

Tweede Kamerverkiezingen in het kiesdistrict Almelo (1888-1918) geeft een overzicht van verkiezingen voor de Nederlandse Tweede Kamer in het kiesdistrict Almelo in de periode 1888-1918.
Het kiesdistrict Almelo was al ingesteld in 1848. De indeling van het kiesdistrict werd gewijzigd na de grondwetsherziening van 1887; tevens werd het kiesdistrict toen omgezet in een enkelvoudig district. Tot het kiesdistrict behoorden vanaf dat moment de volgende gemeenten: Ambt Almelo, Borne, Denekamp, Ootmarsum, Rijssen, Stad Almelo, Tubbergen, Weerselo en Wierden.
Het kiesdistrict Almelo vaardigde in deze periode per zittingsperiode één lid af naar de Tweede Kamer. 
Legenda
- cursief: in de eerste verkiezingsronde geëindigd op de eerste of tweede plaats, en geplaatst voor de tweede ronde;
- vet: gekozen als lid van de Tweede Kamer.

## 6 maart 1888
De verkiezingen werden gehouden na vervroegde ontbinding van de Tweede Kamer.
|                  | 6 maart |
| ---------------- | ------- |
| Kiesgerechtigden | 2.295   |
| Opkomst          | 1.846   |
| Geldige stemmen  | 1.834   |
| Blanco stemmen   | 11      |
| Kandidaten       |         |
| W.C.J.J. Cremers | 1.363   |
| W.J. Geertsema   | 453     |

## 9 juni 1891
De verkiezingen werden gehouden na ontbinding van de Tweede Kamer.
|                  | 9 juni |
| ---------------- | ------ |
| Kiesgerechtigden | 2.360  |
| Opkomst          | 1.967  |
| Geldige stemmen  | 1.957  |
| Blanco stemmen   | 10     |
| Kandidaten       |        |
| W.C.J.J. Cremers | 1.090  |
| W.H. Dikkers     | 827    |
| J.van Alphen     | 27     |

## 23 juli 1891
Willem Cremers, gekozen bij de verkiezingen van 9 juni 1891, nam zijn benoeming niet aan. Om in de ontstane vacature te voorzien werd een naverkiezing gehouden. 
|                    | 23 juli |
| ------------------ | ------- |
| Kiesgerechtigden   | 2.360   |
| Opkomst            | 2.189   |
| Geldige stemmen    | 2.175   |
| Blanco stemmen     | 12      |
| Kandidaten         |         |
| H.J.A.M. Schaepman | 1.228   |
| W.H. Dikkers       | 942     |

## 10 april 1894
De verkiezingen werden gehouden na ontbinding van de Tweede Kamer.
|                    | 10 april |
| ------------------ | -------- |
| Kiesgerechtigden   | 2.443    |
| Opkomst            | 1.413    |
| Geldige stemmen    | 1.362    |
| Blanco stemmen     | 50       |
| Kandidaten         |          |
| H.J.A.M. Schaepman | 1.228    |
| W.H. de Beaufort   | 50       |

## 15 juni 1897
De verkiezingen werden gehouden na ontbinding van de Tweede Kamer.
|                     | 15 juni |
| ------------------- | ------- |
| Kiesgerechtigden    | 7.567   |
| Opkomst             | 6.710   |
| Geldige stemmen     | 6.591   |
| Blanco stemmen      | 119     |
| Kandidaten          |         |
| H.J.A.M. Schaepman  | 3.504   |
| P. van Vliet        | 1.295   |
| H. Goeman Borgesius | 771     |
| W.P. Zeilmaker      | 467     |
| W.P.G. Helsdingen   | 435     |

## 14 juni 1901
De verkiezingen werden gehouden na ontbinding van de Tweede Kamer.
|                    | 14 juni |
| ------------------ | ------- |
| Kiesgerechtigden   | 7.335   |
| Kandidaten         |         |
| H.J.A.M. Schaepman |         |

Schaepman was de enige kandidaat; hij werd zonder nadere stemming gekozen verklaard.

## 18 februari 1903
Herman Schaepman, gekozen bij de verkiezingen van 14 juni 1901, overleed op 21 januari 1903. Om in de ontstane vacature te voorzien werd een tussentijdse verkiezing gehouden. 
|                  | 18 februari |
| ---------------- | ----------- |
| Kiesgerechtigden | 7.865       |
| Opkomst          | 6.089       |
| Geldige stemmen  | 5.905       |
| Blanco stemmen   | 184         |
| Kandidaten       |             |
| P.J.M. Aalberse  | 3.821       |
| E.B.B. ten Cate  | 1.097       |
| J.F. Tijhof      | 987         |

## 16 juni 1905
De verkiezingen werden gehouden na ontbinding van de Tweede Kamer.
|                  | 16 juni |
| ---------------- | ------- |
| Kiesgerechtigden | 9.324   |
| Opkomst          | 8.091   |
| Geldige stemmen  | 7.843   |
| Blanco stemmen   | 248     |
| Kandidaten       |         |
| P.J.M. Aalberse  | 5.217   |
| I.A. Levy        | 1.907   |
| J.F. Tijhof      | 719     |

## 11 juni 1909
De verkiezingen werden gehouden na ontbinding van de Tweede Kamer.
|                  | 11 juni |
| ---------------- | ------- |
| Kiesgerechtigden | 9.087   |
| Opkomst          | 7.196   |
| Geldige stemmen  | 6.996   |
| Blanco stemmen   | 200     |
| Kandidaten       |         |
| P.J.M. Aalberse  | 4.744   |
| D. van der Sluis | 1.614   |
| J.W. Albarda     | 638     |

## 17 juni 1913
De verkiezingen werden gehouden na ontbinding van de Tweede Kamer.
|                     | 17 juni |
| ------------------- | ------- |
| Kiesgerechtigden    | 10.107  |
| Opkomst             | 7.664   |
| Geldige stemmen     | 7.468   |
| Blanco stemmen      | 196     |
| Kandidaten          |         |
| P.J.M. Aalberse     | 5.338   |
| F.M. Wibaut         | 1.106   |
| H. Goeman Borgesius | 1.024   |

## 2 augustus 1916
Piet Aalberse, gekozen bij de verkiezingen van 17 juni 1913, trad op 21 juni 1916 af vanwege zijn benoeming tot hoogleraar aan de Technische Hogeschool in Delft. Om in de ontstane vacature te voorzien werd een tussentijdse verkiezing gehouden.
|                  | 2 augustus |
| ---------------- | ---------- |
| Kiesgerechtigden | 10.737     |
| Opkomst          | 5.548      |
| Geldige stemmen  | 5.371      |
| Blanco stemmen   | 177        |
| Kandidaten       |            |
| A.H.J. Engels    | 4.310      |
| F.M. Wibaut      | 1.061      |

## 15 juni 1917
De verkiezingen werden gehouden na ontbinding van de Tweede Kamer.
|                  | 15 juni |
| ---------------- | ------- |
| Kiesgerechtigden | 11.096  |
| Kandidaten       |         |
| A.H.J. Engels    |         |

De zeven in de vorige Tweede Kamer vertegenwoordigde partijen hadden afgesproken in elkaars kiesdistricten geen tegenkandidaten te stellen. Engels was derhalve de enige kandidaat; hij werd zonder nadere stemming gekozen verklaard.

## Opheffing
De verkiezing van 1917 was de laatste verkiezing voor het kiesdistrict Almelo. In 1918 werd voor verkiezingen voor de Tweede Kamer overgegaan op een systeem van evenredige vertegenwoordiging met kandidatenlijsten van politieke partijen.